# Грузинский театр имени Шота Руставели
Грузинский государственный академический театр имени Шота Руставели (груз. რუსთაველის თეატრი) — один из ведущих драматических театров в Грузии, расположен в Тбилиси на проспекте Руставели, 17б.

## История театра
Изначально являлся армянским театром. Построен в 1898—1901 годах по инициативе и финансовой поддержке известного тифлисского купца и мецената армянского происхождения Исая Питоева. Проект разработан архитекторами К. Татищевым и А. Шимкевичем. Питоев покупает у городских властей участок земли, на котором в прошлом располагалось мусульманское кладбище. Театр обошёлся Питоеву в 1,5 миллиона золотых рублей. Другим вкладчиком стал знаменитый нефтепромышленник и филантроп Александр Манташев. Впоследствии, после советизации Грузии, стал Государственным театром драмы.
В 1921 году стал грузинским театром имени Шота Руставели.
С 1926 года театр возглавил А. В. Ахметели.
5 сентября 1936 года за «выдающиеся успехи в деле развития грузинской театральной культуры» театр был награждён орденом Ленина, а ряд его работников — другими государственными наградами:
- орденом Трудового Красного Знамени:

- актёр Г. М. Давиташвили и драматург С. И. Шаншиашвили

- орденом «Знак Почёта»:
  - театральный художник И. И. Гамрекели
  - композитор И. И. Туския
  - актёры и актрисы Э. И. Абхаидзе, Д. Г. Мжавия, Н. Г. Джавахишвили, Джапаридзе С. М., Г. И. Сагарадзе, М. С. Джаджанашвили и Т. Я. Тушишвили[6].

В 1966 году театр получил почётное звание академического.

### Труппа театра
- Чавчавадзе, Тамара Ираклиевна (1942—1964).

### Выдающиеся постановки прошлых лет
- 1921 — «Тяжба» Георгия Эристави
- 1922 — «Овечий источник» («Фуэнте Овехуна») Лопе де Вега[3]
- 1923 — «Затмение солнца в Грузии» З. Н. Антонова постановка Марджанишвили
- 1924 — «Герои Эрети» Шаншиашвили
- 1925 — «Землетрясение в Лиссабоне» Какабадзе постановка Додо Антадзе
- 1925 — «Гамлет» У. Шекспира
- 1965 — «Салемский процесс» А. Миллера
- 1975 — «Кавказский меловой круг» Б. Брехта
- 1991 — «Макбет» У. Шекспира

## Сегодняшний день театра

### Современный репертуар
- 1975 — «Кавказский меловой круг» Б. Брехта
- 2003 — «В ожидании Годо» Сэмюэла Беккета постановка Роберта Стуруа[7]